# Esther Briz Zamorano
Esther Briz Zamorano (Zaragoza, 31 de enero de 2000) es una deportista española que compite en remo.
Ganó una medalla de bronce en el Campeonato Europeo de Remo de 2023, en la prueba de dos sin timonel. Además, obtuvo dos medallas de oro en el Campeonato Mundial de Remo de Mar, en los años 2022 y 2023.
Participó en los Juegos Olímpicos de París 2024, ocupando el séptimo lugar en la prueba de dos sin timonel.
Estudió Ingeniería y Ciencia de Gestión en la Universidad Stanford.

## Palmarés internacional
| Campeonato Europeo | Campeonato Europeo | Campeonato Europeo | Campeonato Europeo |
| Año                | Lugar              | Medalla            | Prueba             |
| ------------------ | ------------------ | ------------------ | ------------------ |
| 2023               | Bled (Eslovenia)   | Medalla de bronce  | Dos sin timonel    |